# Gewerkschaftlicher Freiheitsbund gegen das Hakenkreuz
Der Gewerkschaftliche Freiheitsbund gegen das Hakenkreuz wurde auf Vorschlag von der Internationalen Transportarbeiter-Föderation (ITF) durch einen entsprechenden Aufruf von Walter Auerbach im Mai 1940 gegründet.
Er wurde als organisatorisches Rückgrat für den geplanten Sender der europäischen Revolution benötigt, damit sich dieser als Vertretung aller deutschen Arbeitnehmer in Großbritannien und der ehemaligen deutschen Gewerkschafter betätigen konnte.
Da die ITF schon in der Vergangenheit eng mit den in der Sozialistischen Arbeitsgemeinschaft vertretenen Gruppierungen ISK, der SAP und Neu Beginnen zusammengearbeitet hatte, aber Vorbehalte gegen die der Sopade nahestehende Londoner Vertretung der Freien Arbeiter-, Angestellten und Beamtengewerkschaften hatte, die sich als Vertretung der Auslandsvertretung Deutscher Gewerkschafter (ADG) ansah, wurde eine Aktionsgemeinschaft mit dem Namen Gewerkschaftlicher Freiheitsbund gegen das Hakenkreuz (GFgH) gegründet, um Unstimmigkeiten mit den anderen Gewerkschaftsgruppen zu vermeiden.
Mit einem Mai-Aufruf trat der GFgH an die Öffentlichkeit. Der Aufruf wurde in der Zeitschrift „Zukunft“ veröffentlicht und über Flaschenpost, Ballons und Eisenbahnwagen nach Deutschland gebracht. Auszüge des Aufrufes wurden in der BBC und in Radio Strasbourg-PTT gesendet.
Darüber hinaus wurde das International Departement der Labour Party über die Gründung informiert und beim Vorsitzenden des Internationalen Gewerkschaftsbundes (IGB) und Trades Union Congress (TUC), Walter Citrine, ein Antrag auf offizielle Anerkennung durch den IGB gestellt.
Zu diesem Zeitpunkt war der GFgH mehr Versprechen als Realität. Denn durch den Überfall der deutschen Truppen in Westeuropa waren alle Verbindungen des GFgH zum Kontinent abgerissen.
Darüber hinaus waren seit Juni 1940, bis auf wenige Ausnahmen, alle politischen Flüchtlinge in Großbritannien interniert.
Nachdem vom stellvertretenden Generalsekretär des IGB Georg Stolz signalisiert worden war, dass für die Anerkennung des GFgH eine Einigung mit dem ADG notwendig wäre und auch eine maßgebende Stelle sich für die Frage der gewerkschaftlichen Einheit interessiere, wurde Hans Gottfurcht als Vertreter der illegalen Angestelltengruppen in den Ausschuss des GFgH aufgenommen, dem im Januar 1941 Auerbach und Hans Jahn für die ITF, Fritz Eberhard für die Unabhängige Sozialistische Gewerkschaft (USG) und Erwin Schoettle von Neu Beginnen für die Bergarbeiter angehörten.
Daraus entstand im Februar 1941 die Landesgruppe deutscher Gewerkschafter (LDG) in Großbritannien, die sich zur Aufgabe setzte, alle deutschen Arbeitnehmer in Großbritannien und die ehemaligen deutschen Gewerkschafter zu organisieren. Im Gegensatz zur ADG hatte die LDG den Anspruch aufgegeben, die ehemaligen deutschen Gewerkschafter als juristische Person im Ausland zu repräsentieren.